# Heliotropium fragillimum
Heliotropium fragillimum är en strävbladig växtart som beskrevs av K. H. Rechinger. Heliotropium fragillimum ingår i Heliotropsläktet som ingår i familjen strävbladiga växter. Inga underarter finns listade i Catalogue of Life.